# Ribérac
Ribérac é uma comuna francesa na região administrativa da Nova Aquitânia, no departamento Dordonha. Estende-se por uma área de 22,75 km². Em 2010 a comuna tinha 4 010 habitantes (densidade: 176,3 hab./km²).